# Chapelloise
Chapelloise – taniec ludowy, popularny szczególnie we Francji, tańczony w parach ustawionych w kole, z wymianą partnerów, zalicza się do grupy tzw. mikserów.

## Pochodzenie
We Francji pojawił się w latach 30. XX wieku, wprowadzony przez Alick-Maud Pledge. W latach 70. na nowo spopularyzowany przez André Dufresne. Aktualną nazwę przyjął wtedy od miejsca prowadzenia warsztatów tanecznych, miasteczka Chapelle-des-Bois (w regionie Franche-Comté).
Wskazuje się na pochodzenie skandynawskie, w szczególności na Szwecję, gdzie mógł być znany pod nazwą Aleman’s marsj, albo amerykańskie czy brytyjskie, ponieważ w kolekcjach tańców skandynawskich występuje pod nazwą All American Promenade oraz wykazuje podobieństwo do mikserów tańczonych w USA i Wielkiej Brytanii, zwłaszcza do Gay Gordonów.
W Belgii znany jest pod nazwą gigue.

## Belgijka
W Polsce znany jest pod nazwą belgijka lub taniec belgijski, od której pod względem przebiegu tańca różni się przede wszystkim kierunkiem przejścia partnerki do kolejnego partnera (w belgijce do przodu, w chapelloise do tyłu). Chapelloise tańczony jest też do różnych melodii, natomiast belgijka w zasadzie tylko do utworu 't Smidje w wykonaniu zespołu Laïs.
Powstała również polska wersja oprawy muzycznej pt. „Historia o Wiktorii”.

### Popularność
W Polsce taniec belgijski zdobył ogromną popularność wśród uczestników oaz, wesel, studniówek, konwentów, pielgrzymek, obozów harcerskich i dyskotek szkolnych. Był tańczony m.in. podczas Światowych Dni Młodzieży 2016.
Pierwsza próba pobicia rekordu największej liczby osób tańczących belgijkę odbyła się podczas Dni Obornik Wielkopolskich 17 czerwca 2016. Zgromadziła na terenach zielonych Zespołu Szkół – Gimnazjum nr 1 im. UNICEF w Obornikach łącznie 1428 osób ze szkół, gminnych przedszkoli oraz studentów Uniwersytetu Trzeciego Wieku. Rekord ten został pobity 1 czerwca 2017 na Rynku Wielkim w Zamościu z okazji obchodów Dnia Dziecka. Próba pobicia rekordu zorganizowana przez Młodzieżową Radę Miasta Zamość okazała się udana – wzięło w niej udział 2798 osób.
Obecny rekord osiągnięto 4 sierpnia 2019 roku w Gietrzwałdzie podczas Zlotu 30-lecia Związku Harcerstwa Rzeczypospolitej. Tańczyło wówczas razem aż 4851 osób, a wśród widowni był m.in. prezydent Polski Andrzej Duda.

## Układ choreograficzny[13]
| Chapelloise | Belgijka |
| --- | --- |
| Pary wykonują 4 kroki w przód, obrót i 4 kroki w tył. | |
| 4 kroki w przód, obrót, 4 kroki w tył. | |
| Doskok do siebie, odskok, zmiana miejsc. | |
| Doskok do siebie, odskok, zmiana miejsc (partner wraca do wewnętrznego koła na swoje pierwotne miejsce, a partnerka wraca do zewnętrznego koła, ale do następnego partnera do tyłu). | Doskok do siebie, odskok, zmiana miejsc (partner wraca do wewnętrznego koła na swoje pierwotne miejsce, a partnerka wraca do zewnętrznego koła, ale do następnego partnera do przodu). |